# Otto von Barmstede
Otto von Barmstede (* 1212; † wohl 1269/70) war ein holsteinischer Adliger.

## Leben
Otto von Barmstede entstammte der Familie von Barmstede, die im 12. und 13. Jahrhundert in den Elbmarschen ansässig war. Er war der Sohn von Heinrich II. von Barmstede, der das Kloster Uetersen im Gedenken an seinen Vater Heinrich I. von Barmstede stiftete.
Der Edelherr Otto von Barmstede war mit Gertrud verheiratet, die vermutlich eine Schwester oder Tochter des Bischofs von Dorpat Friedrich von Haseldorf war. Aus dieser Ehe entstammte eine Tochter Alheydis († 1302), die am 12. November 1288 als Witwe des Ritters Heinrich (II) von Heimbruch erwähnt wurde. Seine Schwester Adelheid war mit dem Overboden von Stormarn Verestus verheiratet. 
Gemeinsam mit seinem älteren Bruder Heinrich III. von Barmstede besaß er außer den Burgen Uetersen (Burg Uetersen (I), Burg Uetersen (II)) und Willenscharen Ländereien und Güter in Asseburch, Barmstedt, Lohe, Ollerloh, Glinde, Bauland, Rellingen usw. Außerdem hatten die Brüder das Patronatsrecht an der Kirche von Morin bei Königsberg, das Otto von Barmstede dem Kloster Ueckermünde übertrug. Die überragende Stellung und der ausgedehnte Grundbesitz der Brüder und auch ihr Einfluss auf ihre Standesgenossen führten zu Konflikten mit den Grafen von Holstein.
1255 wurde Friedrich von Haseldorf ohne männliche Abkömmlinge Kleriker. Daraufhin erwarben Otto und Heinrich Burg und Vogtei Haseldorf, die unter der Oberherrschaft des Erzbischofs von Bremen stand, und entsagten am 7. Juni 1257 der Nobilität – „renunciantes nobilitati et libertati nostrespontanea voluntati“, „um die Haseldorfschen Lehen in den sieben bremischen Kirchspielen auf dem holsteinschen Elbufer von Erzbischof Gerhard II. von Bremen zu Lehen zu erhalten, und in der Absicht, sich von demselben auch mit Dithmarschen belehnen zu lassen.“ Die Auseinandersetzungen folgten bald darauf. Heinrich starb am 24. Juni 1257 in Hamburg, angeblich durch Vergiftung.
Bei der Wahl Erzbischof Hildebolds 1258, auf dessen Seite Otto von Barmstede kämpfte, versuchten die Holsteiner Grafen, Otto zu unterwerfen. Sie erhielten den Beistand der Hamburger, welche mit einem Verband von sechs Koggen erst vor Haseldorf auffuhren und dann die Schwinge von der Elbe absperrten. Damit war der Streit ausgeweitet auf den Stader Elbzoll, also zum Streit zwischen Erzbischof Hildebold und Hamburg. Otto von Barmstede führte damit den Krieg allein, den er verlor, aber dabei noch glimpflich davonkam. Beim Friedensschluss 1259 verzichtete er auf eine Belehnung mit Dithmarschen.
1267 wird er noch einmal im Konflikt mit Hamburg wegen Raubes auf der Stör erwähnt, der in der St. Johanniskirche in Eppendorf verhandelt wurde. Kurz vor seinem Tod beschenkte er am 27. September 1269 das Kloster Uetersen mit Zehnten aus den Dörfern „Apen und Bunebüttel“.  Dann verliert sich seine Spur. Otto von Barmstede verstarb wohl 1269/70.